# Oligia latireptana
Oligia latireptana är en fjärilsart som beskrevs av Walker 1865. Oligia latireptana ingår i släktet Oligia och familjen nattflyn. Inga underarter finns listade i Catalogue of Life.